# Ріпон (містечко, Вісконсин)
Ріпон (англ. Ripon) — місто (англ. town) в США, в окрузі Фон-дю-Лак штату Вісконсин. Населення — 1314 особи (2020).

## Демографія
Згідно з переписом 2010 року, у місті мешкало 1400 осіб у 545 домогосподарствах у складі 419 родин. Було 579 помешкань
Расовий склад населення:
| - 95,7 % — білих - 1,4 % — азіатів - 0,3 % — корінних американців - 0,2 % — чорних або афроамериканців - 1,5 % — осіб інших рас |

До двох чи більше рас належало 0,9 %. Частка іспаномовних становила 4,9 % від усіх жителів.
За віковим діапазоном населення розподілялося таким чином: 23,2 % — особи молодші 18 років, 62,0 % — особи у віці 18—64 років, 14,8 % — особи у віці 65 років та старші. Медіана віку мешканця становила 45,2 року. На 100 осіб жіночої статі у місті припадало 105,3 чоловіків;  на 100 жінок у віці від 18 років та старших — 107,5 чоловіків також старших 18 років.
Середній дохід на одне домашнє господарство  становив 77 177 доларів США (медіана — 62 009), а середній дохід на одну сім'ю — 95 872 долари (медіана — 83 194). Медіана доходів становила 45 750 доларів для чоловіків та 38 421 долар для жінок. За межею бідності перебувало 2,6 % осіб, у тому числі 0,0 % дітей у віці до 18 років та 1,1 % осіб у віці 65 років та старших.
Цивільне працевлаштоване населення становило 770 осіб. Основні галузі зайнятості: виробництво — 31,0 %, освіта, охорона здоров'я та соціальна допомога — 19,9 %, роздрібна торгівля — 8,7 %, мистецтво, розваги та відпочинок — 6,6 %.